# Лейля Зана
Лейля Зана (на турски: Leyla Zana) е турски политик от кюрдски етнически произход, независим депутат в турския парламент подкрепена от Партията на мира и демокрацията (1991–1994). Осъдена е на 15 години лишаване от свобода заради клевета на кюрдски език в парламента на Турция. Освободена е след 10 години.
На 9 ноември 1995 г. Европейският парламент взима решение да даде на Лейля Зана международната награда „Сахаров“ за дейността ѝ в областта на правата на човека, но получава наградата след освобождаването ѝ през 2004 г.

## Биография
Лейля Зана е родена на 3 май 1961 г. в град Силван, вилает Диарбекир, Турция.